# Уштобе
Уштобе́ (каз. Үштөбе) — місто, центр Каратальського району Жетисуської області Казахстану. Адміністративний центр Уштобинської міської адміністрації.
Населення — 19744 особи (2021; 24895 у 2009, 22472 у 1999, 26028 у 1989).
Місто розташоване на річці Каратал, за 49 км на північний захід від Талдикоргана. Залізнична станція на лінії Семипалатинськ—Алмати. Ремонтно-механічний завод, юртобудівна фабрика, підприємства харчової промисловості.

## Історичні постаті, пов'язані з містом
- Ластівка Петро Петрович — український театральний режисер, актор театру і кіно.

- Порфирій (Гулевич) — діяч православних деномінацій у СССР.

- Сеник Ірина Михайлівна — українська поетеса, дисидентка, членкиня ОУН, з 1979 — діячка Української Гельсінської групи.